# Schwarzenbach am Wald
Schwarzenbach am Wald (eller Schwarzenbach a.Wald) er en by i Landkreis Hof i den nordøstlige del af den bayerske regierungsbezirk Oberfranken i det sydlige Tyskland.

## Geografi
Schwarzenbach am Wald ligger ved foden af Döbraberg i Naturpark Frankenwald.

### Inddeling
Kommunen har ud over Schwarzenbach am Wald disse landsbyer og bebyggelser:
| - Äußera - Bernstein a.Wald - Breitengrund - Döbra - Dorschenmühle - Gemeinreuth - Göhren - Gottsmannsgrün - Grubenberg - Kleindöbra - Lerchenhügel - Löhmar - Löhmarmühle | - Meierhof - Oberleupoldsberg - Pillmersreuth - Poppengrün - Poppengrund - Räumlas - Räumlasmühle - Rauschenhammermühle - Rodeck - Sängerwald - Schlag - Schönbrunn - Schönwald | - Schmölz - Schübelhammer - Schwarzenstein - Sorg - Straßdorf - Straßhaus - Süßengut - Thiemitz - Thron - Überkehr - Unterleupoldsberg - Viceburg - Zuckmantel |

- Wikimedia Commons har flere filer relateret til Schwarzenbach am Wald